# Universitat del Bío-Bío

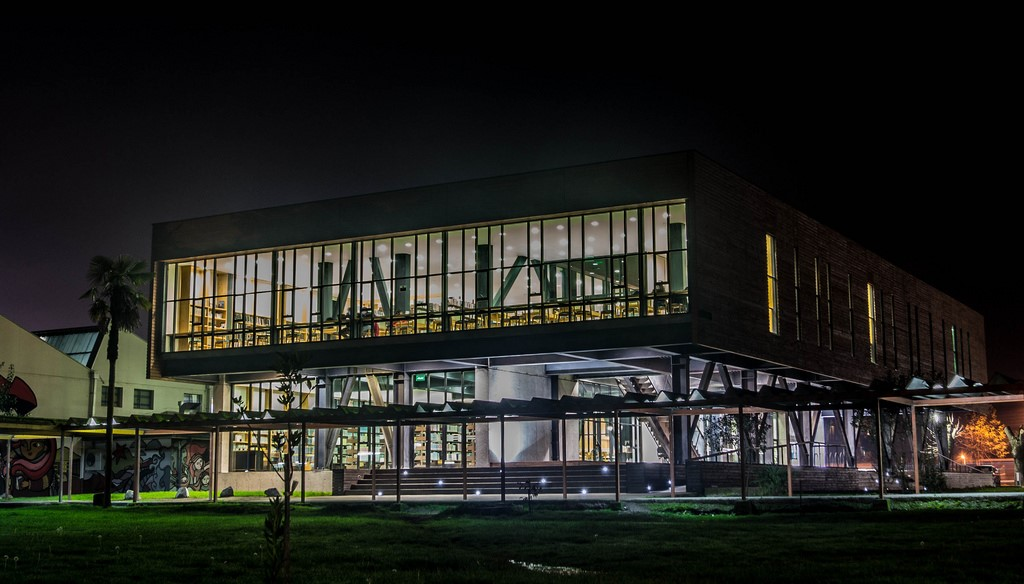
Biblioteca Universitat del Bío-Bío (2018)

La Universitat del Bío-Bío és una universitat tradicional de Concepción (ciutat xilena) fundada el 1988, gràcies a la unió d'instituts estatals. El seu rector és el Dr. Héctor Gaete Feres.

## Història
El 1947, gràcies a la reforma universitària i l'aplicació de la teoria dels pols de desenvolupament, les universitats tradicionals creen un sistema de seus al llarg de tot Xile. A la Regió del Bío-Bío, van néixer les seus de la Universitat Tècnica de l'Estat, de la Pontifícia Universitat Catòlica de Xile a Talcahuano, i de la Universitat de Xile en Chillán (Seu Ñuble) el 1966.
El 1980, la Seu Ñuble de la Universitat de Xile es converteix en l'Institut Professional de Chillán (IPROCH) i la Seu Concepció de la Universitat Tècnica de l'Estat (UTE) transformant-se així a la Universitat de Bío-Bío actual, impartiédose Arquitectura.
Més tard, mitjançant el Decret de Llei N º 18.744, publicat el 29 de setembre de 1988 al Diari Oficial, es crea la Universitat del Bío-Bío, a partir de la integració de la Universitat Tècnica de l'Estat UTE de Concepción i l'Institut Professional de Chillán IPROCH. Al moment de sorgir, la UBB comptava amb 4.300 alumnes. Avui els matriculats superen els 10.000 estudiants, en 37 carreres de pregrau i 2 programes de Batxillerat (a les seus de Concepción i Chillán), que s'imparteix a través dels seus 6 Facultats.
L'estructura orgànica de la Universitat considera també la Direcció General de Recerca, Desenvolupament i Innovació, orientada a vincular el coneixement que es conrea a l'interior del planter amb el sector productiu mitjançant accions de transferència tecnològica, capacitació, assistència tècnica i investigació.

## Campus i facultats
1. Concepción
2. La Castilla
3. Fernando May

Facultats
1. Facultat de Ciències Empresarials
2. Facultat d'Arquitectura, Construcció i Disseny
3. Facultat de Ciències
4. Facultat d'Enginyeria
5. Facultat d'Educació i Humanitats
6. Facultat de Ciències de la Salut i dels Aliments